# Bromus scopulorum
Bromus scopulorum är en gräsart som beskrevs av Mary Agnes Chase. Bromus scopulorum ingår i släktet lostor, och familjen gräs. Inga underarter finns listade i Catalogue of Life.